# 꿈꾸는 사람들
《꿈꾸는 사람들》(Telegrafisten, The Telegraphist)은 노르웨이에서 제작된 에릭 구스타브손 감독의 1993년 드라마 영화이다. 크누트 함순의 소설을 바탕으로 제작되었다.크누트 함순 등이 주연으로 출연하였고 페터 J. 보르글리 등이 제작에 참여하였다. 
이 영화는 제43회 베를린 국제영화제에 출품되었다. 이 영화는 노르웨이를 대표하여 제66회 아카데미상의 아카데미 외국어 영화상 부문에 출품되었으나 후보로 지명되지 못했다.

## 출연
- 크누트 함순
- 올레 에른스트
- 케르스티 홀멘(영어판)
- 비욘 선드퀴스트(영어판)
- 레이다르 소렌슨(영어판)
- 마리아 보네비
- 페르 얀센
- 존 에이빈드 굴로르드(영어판)